# Pallavolo ai Giochi della XXXII Olimpiade - Qualificazioni al torneo femminile (CEV)
Le qualificazioni europee di pallavolo femminile ai Giochi della XXXII Olimpiade si sono svolte dal 7 al 12 gennaio 2020 ad Apeldoorn, nei Paesi Bassi: al torneo hanno partecipato otto squadre nazionali europee e una si è qualificata per i Giochi della XXXII Olimpiade.

## Impianti
|                                                                        |  |  |
|                                                                        |  |  |
| Omnisport Apeldoorn Città: Apeldoorn Capienza: - Anno d'apertura: 2008 |  |  |

## Regolamento

### Formula
Le squadre hanno disputato una prima fase con formula del girone all'italiana; al termine della prima fase le prime due classificate di ogni girone hanno acceduto alla fase finale per il primo posto, strutturato in semifinali e finale: la squadra vincitrice si è qualificata per i Giochi della XXXII Olimpiade.

### Criteri di classifica
Se il risultato finale è stato di 3-0 o 3-1 sono stati assegnati 3 punti alla squadra vincente e 0 a quella sconfitta, se il risultato finale è stato di 3-2 sono stati assegnati 2 punti alla squadra vincente e 1 a quella sconfitta.
L'ordine del posizionamento in classifica è stato definito in base a:
- Numero di partite vinte;
- Punti;
- Ratio dei set vinti/persi;
- Ratio dei punti realizzati/subiti;
- Risultati degli scontri diretti.

## Squadre partecipanti
| Squadra     | Qualificazione      |
| ----------- | ------------------- |
| Azerbaigian | 11ª nel ranking CEV |
| Belgio      | 9ª nel ranking CEV  |
| Bulgaria    | 7ª nel ranking CEV  |
| Croazia     | 10ª nel ranking CEV |
| Germania    | 6ª nel ranking CEV  |
| Paesi Bassi | 3ª nel ranking CEV  |
| Polonia     | 8ª nel ranking CEV  |
| Turchia     | 4ª nel ranking CEV  |

## Torneo

### Fase a gironi
| Girone A    | Girone B |
| ----------- | -------- |
| Azerbaigian | Belgio   |
| Bulgaria    | Croazia  |
| Paesi Bassi | Germania |
| Polonia     | Turchia  |

#### Girone A

##### Risultati
| 7 gennaio 2020 Omnisport Apeldoorn, Apeldoorn Durata: 1h:46 - Spettatori: 1 000 | Polonia     | 3 - 1 | Bulgaria    | 23-25, 25-20, 25-19, 25-22 |
| 7 gennaio 2020 Omnisport Apeldoorn, Apeldoorn Durata: 1h:14 - Spettatori: 2 896 | Azerbaigian | 0 - 3 | Paesi Bassi | 23-25, 18-25, 22-25        |
| 8 gennaio 2020 Omnisport Apeldoorn, Apeldoorn Durata: 1h:15 - Spettatori: 3 550 | Bulgaria    | 0 - 3 | Paesi Bassi | 19-25, 19-25, 24-26        |
| 9 gennaio 2020 Omnisport Apeldoorn, Apeldoorn Durata: 1h:47 - Spettatori: 1 300 | Bulgaria    | 3 - 1 | Azerbaigian | 25-23, 25-19, 21-25, 25-22 |
| 9 gennaio 2020 Omnisport Apeldoorn, Apeldoorn Durata: 1h:59 - Spettatori: 5 850 | Paesi Bassi | 1 - 3 | Polonia     | 20-25, 23-25, 25-23, 23-25 |
| 10 gennaio 2020 Omnisport Apeldoorn, Apeldoorn Durata: 1h:12 - Spettatori: 510  | Polonia     | 3 - 0 | Azerbaigian | 25-19, 25-19, 25-23        |

##### Classifica
| Pos | Squadra     | Pt | G | V | P | SV | SP | Ratio | PF  | PS  | Ratio |
| --- | ----------- | -- | - | - | - | -- | -- | ----- | --- | --- | ----- |
| 1.  | Polonia     | 9  | 3 | 3 | 0 | 9  | 2  | 4,500 | 271 | 238 | 1,138 |
| 2.  | Paesi Bassi | 6  | 3 | 2 | 1 | 7  | 3  | 2,333 | 242 | 223 | 1,085 |
| 3.  | Bulgaria    | 3  | 3 | 1 | 2 | 4  | 7  | 0,571 | 244 | 263 | 0,927 |
| 4.  | Azerbaigian | 0  | 3 | 0 | 3 | 1  | 9  | 0,111 | 213 | 246 | 0,865 |

#### Girone B

##### Risultati
| 7 gennaio 2020 Omnisport Apeldoorn, Apeldoorn Durata: 1h:45 - Spettatori: 890    | Germania | 3 - 1 | Turchia  | 25-15, 21-25, 25-21, 25-21        |
| 8 gennaio 2020 Omnisport Apeldoorn, Apeldoorn Durata: 1h:41 - Spettatori: 900    | Croazia  | 1 - 3 | Turchia  | 28-26, 12-25, 20-25, 21-25        |
| 8 gennaio 2020 Omnisport Apeldoorn, Apeldoorn Durata: 1h:58 - Spettatori: 2 103  | Belgio   | 1 - 3 | Germania | 31-33, 24-26, 26-24, 22-25        |
| 9 gennaio 2020 Omnisport Apeldoorn, Apeldoorn Durata: 1h:49 - Spettatori: 789    | Belgio   | 3 - 1 | Croazia  | 20-25, 28-26, 25-16, 25-22        |
| 10 gennaio 2020 Omnisport Apeldoorn, Apeldoorn Durata: 1h:08 - Spettatori: 276   | Germania | 3 - 0 | Croazia  | 25-15, 25-17, 25-23               |
| 10 gennaio 2020 Omnisport Apeldoorn, Apeldoorn Durata: 2h:02 - Spettatori: 1 025 | Turchia  | 3 - 2 | Belgio   | 25-20, 25-15, 20-25, 22-25, 15-10 |

##### Classifica
| Pos | Squadra  | Pt | G | V | P | SV | SP | Ratio | PF  | PS  | Ratio |
| --- | -------- | -- | - | - | - | -- | -- | ----- | --- | --- | ----- |
| 1.  | Germania | 9  | 3 | 3 | 0 | 9  | 2  | 4,500 | 279 | 240 | 1,162 |
| 2.  | Turchia  | 5  | 3 | 2 | 1 | 7  | 6  | 1,166 | 290 | 272 | 1,066 |
| 3.  | Belgio   | 4  | 3 | 1 | 2 | 6  | 7  | 0,857 | 296 | 304 | 0,973 |
| 4.  | Croazia  | 0  | 3 | 0 | 3 | 2  | 9  | 0,222 | 225 | 274 | 0,821 |

### Fase finale
|  | Semifinali | Semifinali  | Semifinali |  |    | Finale  | Finale   | Finale |
|  |            |             |            |  |    |         |          |        |
|  | 1A         | Polonia     | 2          |  |    |         |          |        |
|  | 1A         | Polonia     | 2          |  |    |         |          |        |
|  | 2B         | Turchia     | 3          |  |    |         |          |        |
|  | 2B         | Turchia     | 3          |  | 2B | Turchia | 3        |        |
|  |            |             |            |  | 2B | Turchia | 3        |        |
|  |            |             |            |  |    | 1B      | Germania | 0      |
|  | 1B         | Germania    | 3          |  |    | 1B      | Germania | 0      |
|  | 1B         | Germania    | 3          |  |    |         |          |        |
|  | 2A         | Paesi Bassi | 0          |  |    |         |          |        |
|  | 2A         | Paesi Bassi | 0          |  |    |         |          |        |

#### Semifinali
| 11 gennaio 2020 Omnisport Apeldoorn, Apeldoorn Durata: 1h:29 - Spettatori: 5 850 | Germania | 3 - 0 | Paesi Bassi | 27-25, 25-23, 25-22               |
| 11 gennaio 2020 Omnisport Apeldoorn, Apeldoorn Durata: 2h:24 - Spettatori: 5 096 | Polonia  | 2 - 3 | Turchia     | 25-19, 18-25, 25-23, 31-33, 11-15 |

#### Finale
| 12 gennaio 2020 Omnisport Apeldoorn, Apeldoorn Durata: 1h:13 - Spettatori: 5 321 | Turchia | 3 - 0 | Germania | 25-17, 25-19, 25-22 |

## Classifica finale
| Pos | Squadra     | Qualificazione               |
| --- | ----------- | ---------------------------- |
|     | Turchia     | Giochi della XXXII Olimpiade |
|     | Germania    |                              |
|     | Polonia     |                              |
| 4   | Paesi Bassi |                              |
| 5   | Belgio      |                              |
| 6   | Bulgaria    |                              |
| 7   | Croazia     |                              |
| 8   | Azerbaigian |                              |

## Premi individuali
| Premio                 | Nome              | Squadra     |
| ---------------------- | ----------------- | ----------- |
| MVP                    | Meryem Boz        | Turchia     |
| Miglior palleggiatrice | Joanna Wołosz     | Polonia     |
| Miglior opposto        | Louisa Lippmann   | Germania    |
| Miglior schiacciatrice | Hanna Orthmann    | Germania    |
| Miglior schiacciatrice | Magdalena Stysiak | Polonia     |
| Miglior centrale       | Eda Erdem         | Turchia     |
| Miglior centrale       | Robin de Kruijf   | Paesi Bassi |
| Miglior libero         | Simge Aköz        | Turchia     |